# HD 156593
HD 156593，又名BD+23 3074，SAO 84982、HR 6430，是一颗恒星，视星等为6.45，位于銀經45.11，銀緯30.32，其B1900.0坐标为赤經17h 13m 24.5s，赤緯+23° 30.32′ 53″。